# Nicella guadalupensis
Nicella guadalupensis is een zachte koraalsoort uit de familie Ellisellidae. De koraalsoort komt uit het geslacht Nicella. Nicella guadalupensis werd in 1860 voor het eerst wetenschappelijk beschreven door Duchassaing & Michelotti. 